# تاکسی ۲
تاکسی ۲ (به فرانسوی: Taxi Deux) یک فیلم کمدی اکشن فرانسوی محصول ۲۰۰۰ به کارگردانی ژرار کراوسیک است که در مارس ۲۰۰۰ منتشر شد. با بازی سامی ناصری، فردریک دیفنتال و ماریون کوتیار. این دومین قسمت از مجموعه فیلم‌های تاکسی می‌باشد. این فیلم دنباله‌ای بر تاکسی در سال ۱۹۹۸ است. پس از آن تاکسی ۳ در ژانویه ۲۰۰۳ منتشر شد.

## داستان
در فیلم تاکسی ۲ خواهید دید یک وزیر ژاپنی برای امضای توافقنامه به مارسی سفر کرده است اما ابتدا از این شهر بازدید می‌کند تا تاکتیک‌های پلیس شهر در مقابله با باندهای خلافکار را ببیند. ولی در طول این بازدید، او توسط گروهی که برای یاکوزاهای ژاپنی کار می‌کنند، ربوده می‌شود. حال پلیس جوان، امیلین، مصمم می‌شود وزیر و افسر پلیسی به نام پترا که او نیز دزدیده شده است را نجات داده تا افتخار از دست رفته خود را بازگرداند. اکنون بار دیگر از راننده تاکسی ماهر، دانیل دعوت می‌شود تا از مهارتها و سرعت بالایش در رانندگی برای انجام این مأموریت استفاده کرده و…

## ساخت
تولید بلافاصله پس از موفقیت عظیم اولین فیلم در سینماها آغاز شد، اما این بار بسون می‌خواست سهم خود را از جدایی با شرکت سازنده از ۵۰/۵۰ به ۷۰/۳۰ برساند، که با مخالفت کمپانی روبه‌رو شد.

## بازخوردها
این فیلم که در ۲۹ مارس ۲۰۰۰ در ۸۳۰ پرده اکران شد، رکورد روز و هفته افتتاحیه را در فرانسه به ثبت رساند. ۷۵۹٫۵۱۲ مخاطب در روز افتتاحیه داشت که رکوردی را شکست که توسط فیلم استریکس و اوبلیکس علیه سزار، و بیش از ۳ میلیون مخاطب در هفته، شکستن رکوردی که توسط معجون زمان ۲ ثبت شده بود. ۱۰٫۳ میلیون مخاطب در فرانسه (بالاترین میزان در سال) و ۵ میلیون در ۳۷ کشور دیگر در سراسر جهان داشت. همچنین رتبه‌بندی تلویزیون خوبی با ۱۰ میلیون بیننده در گروه تی‌اف۱ داشت.